# Arboridia silvarum
Arboridia silvarum är en insektsart som först beskrevs av Vilbaste 1968.  Arboridia silvarum ingår i släktet Arboridia och familjen dvärgstritar. Inga underarter finns listade i Catalogue of Life.